# Rhyacophila braaschi
Rhyacophila braaschi är en nattsländeart som beskrevs av Malicky och Kumanski in Kumanski 1976. Rhyacophila braaschi ingår i släktet Rhyacophila och familjen rovnattsländor. Inga underarter finns listade i Catalogue of Life.